# Yoshi Ozaki
Yoshi Ozaki, född 8 mars 1903 i Tokyo 1903, död 9 januari 1969, var en japansk diplomat, litteraturvetare och översättare från svenska till japanska. 
Efter att ha klarat det japanska utrikesdepartementets prov för utbytesstudier 1922 studerade Ozaki på Stockholms universitet och tog sin examen där 1924. Han stationerades som diplomat i Berlin 1925 och fortsatte därefter till Sverige. År 1945 grundade han The Nordic Cultural Society of Japan för vilken han blev ordförande. Från 1963 till 1968 hade han en diplomatisk position i Helsingfors. Han fick därefter en position som professor vid Tōkai universitet i Japan, men avled plötsligt 1969. Ozaki är känd som en pionjär inom översättning för sina översättningar av till exempel August Strindberg och Astrid Lindgren från originalspråk.

## Översättningar i urval
- Jochū no ko (Tjänstekvinnans son), August Strindberg, Sōgen Bunko, 1952
- Baraba (Barabbas), Pär Lagerkvist, Iwanami Shoten 1953
- Meitantei Karre-kun (Mästerdetektiven Blomkvist), Astrid Lindgren, Iwanami Shonen Bunko, 1957
- Karre-kun no bōken (Mästerdetektiven Blomkvist lever farligt) Astrid Lindgren, Iwanami Shonen Bunko, 1958
- Meitantei Karre to supaidan (Kalle Blomkvist och Rasmus), Astrid Lindgren, Iwanami Shonen Bunko, 1960
- Yakamashimura no kurisumasu (Jul i Bullerbyn), Astrid Lindgren, POPLAR PUBLISHING, 1967
- Itazurakko Eemiiru (Emil i Lönneberga), Astrid Lindgren, Kodansha, 1969